# 横港岸遗址
横港岸遗址位于中国浙江省宁波市海曙区古林镇三星村姚家自然村横港岸，为横港河、青龙河、三联河交汇处，与芦家桥遗址属同一时期，总面积20000平方米，南北长210米，东西宽100米，遗址分5层，陶片以泥质红陶为主，灰陶次之，黑陶最少，纹饰均素面，木屑、木块、碳块出土较多，与芦家桥遗址相近，但稻壳、稻杆遗迹少见，文化内涵上既有高度的趋同性又有一定的差异性，2010年公布为鄞州区文物保护单位，2018年12月28日因行政区划调整公布为海曙区文物保护单位。